# Escalquens
Escalquens és un municipi del departament francès de l'Alta Garona, a la regió d'Occitània.

## Monuments

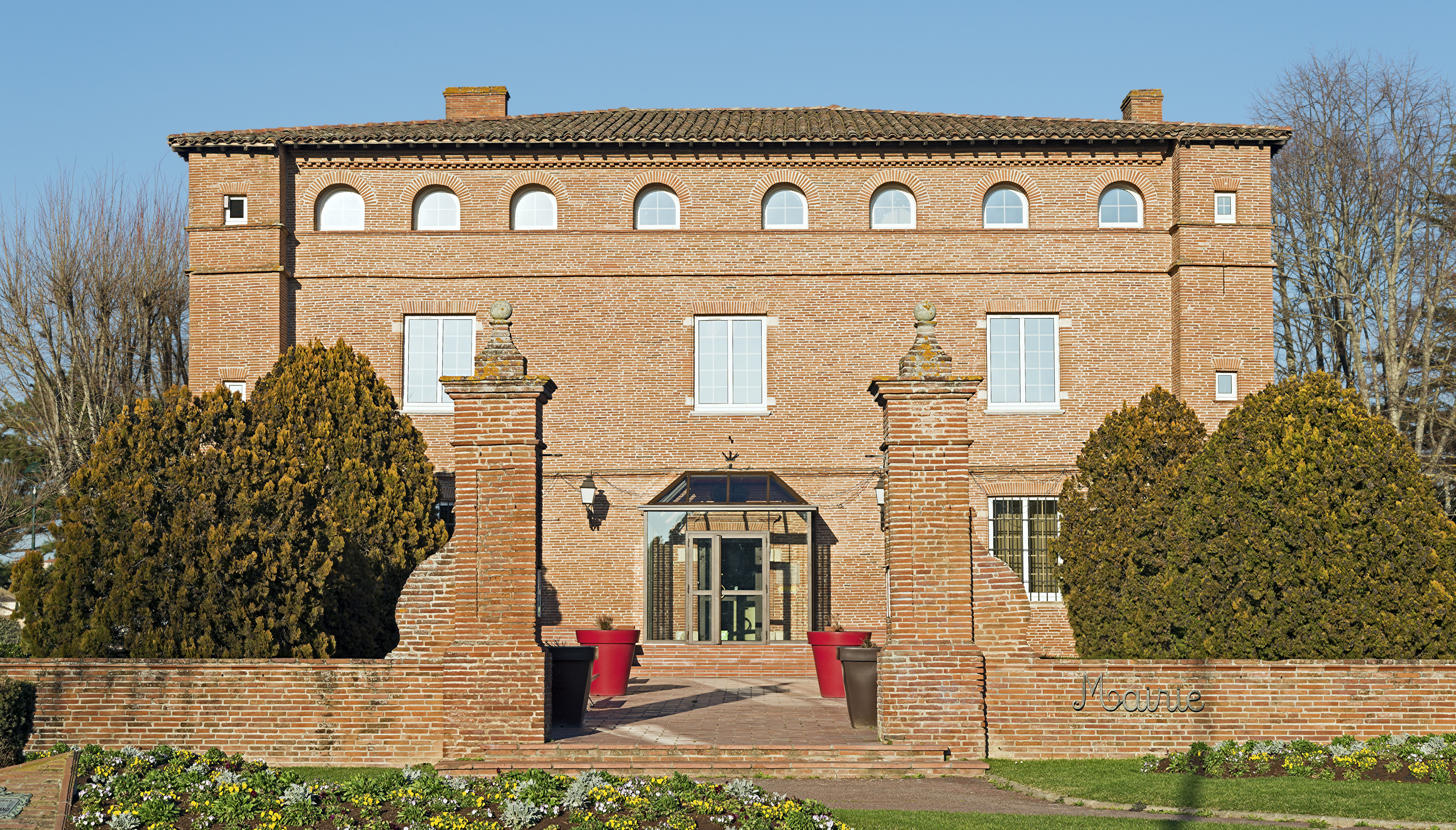
L'ajuntament.
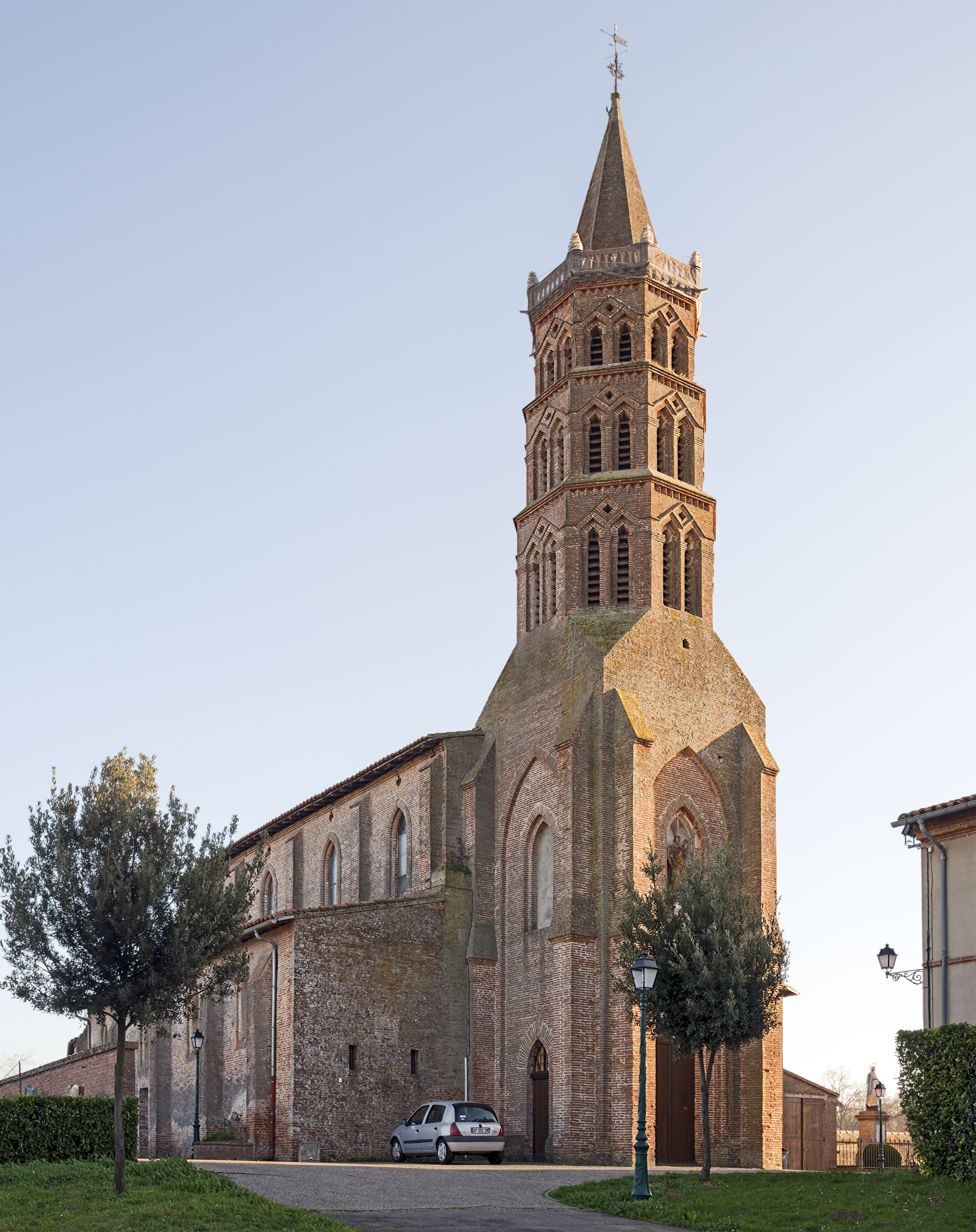
L'església Sant Martí.
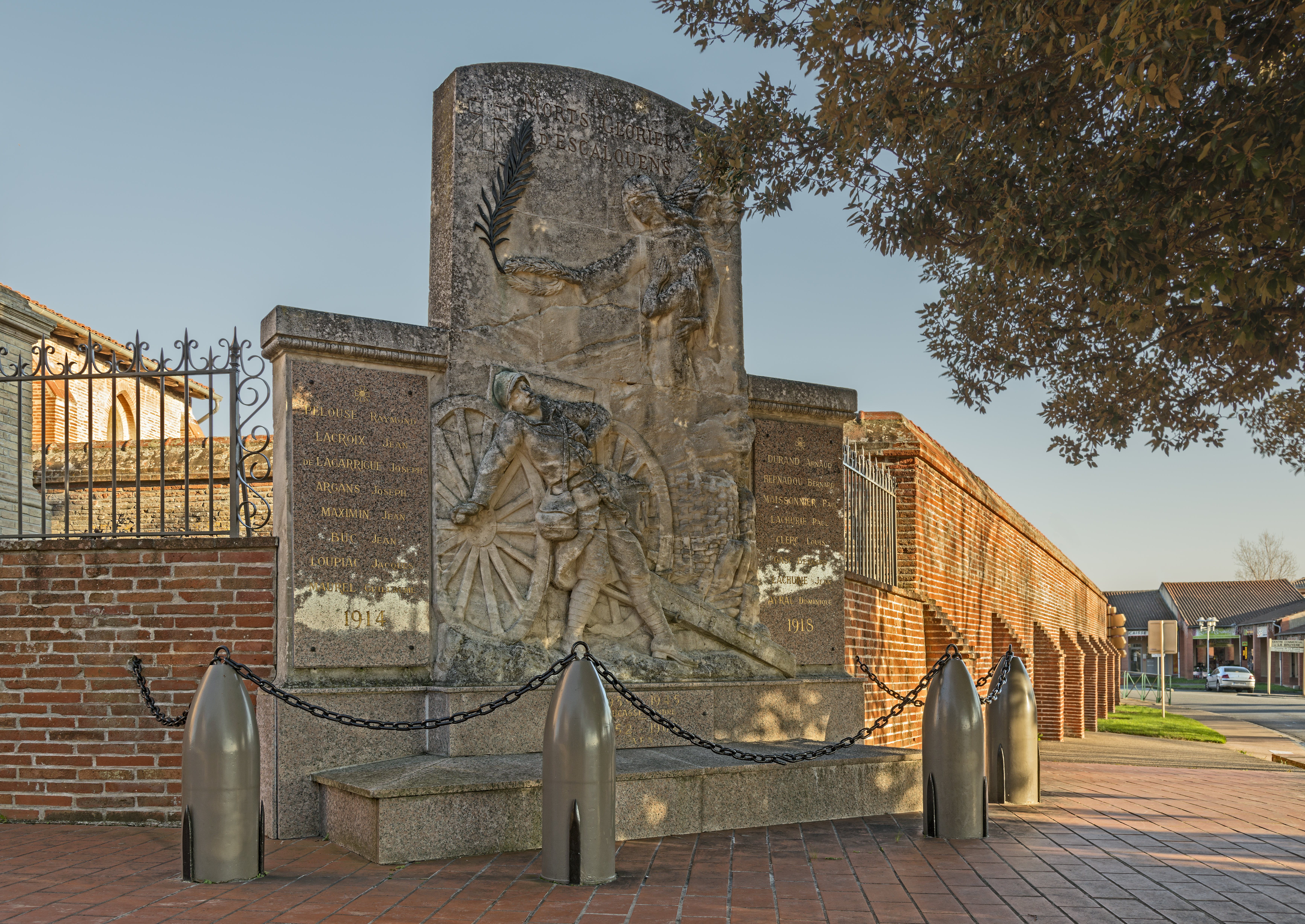
El monument als caiguts.